# Гранд реванш
«Гранд реванш» (англ. Grudge Match) — американська спортивна кінокомедія режисера і продюсера Пітера Сіґала. У головних ролях зіграли Роберт де Ніро та Сільвестер Сталлоне. Стрічка створена на основі історії Тіма Келлегера, що разом із Родні Ротманом також виступив в ролі її сценариста.
Вперше фільм продемонстрували 16 грудня 2013 року в Нью-Йорку, США. В Україні прем'єра фільму відбулась 16 січня 2014 року.

## Сюжет
Біллі МакДоннен і Генрі Шарп — два старих боксери. Колись вони боксували один проти одного, а зараз, якраз через 30 років, у них знову з'явилася нагода з'ясувати стосунки.

## У ролях
| Актор               | Персонаж                                               | Роль                  |
| ------------------- | ------------------------------------------------------ | --------------------- |
| Роберт де Ніро      | Біллі «Малюк» МакДоннен англ. Billy "The Kid" McDonnen | боксер                |
| Сільвестер Сталлоне | Генрі «Бритва» Шарп англ. Henry "Razor" Sharp          | боксер                |
| Кевін Гарт          | Данте Слейт молодший англ. Dante Slate, Jr.            | промоутер             |
| Алан Аркін          | Луї «Блискавка» Конлон англ. Louis "Lightning" Conlon  | тренер Генрі          |
| Кім Бейсінгер       | Саллі Роуз англ. Sally Rose                            | колишня дівчина Генрі |
| Джон Бернтал        | Бі Джей англ. B.J.                                     | син Біллі             |
| LL Cool J           | Френкі Брайт англ. Frankie Brite                       | власник спортзалу     |
| Ентоні Андерсон     | містер Сендпейпер Гендс англ. Mr. Sandpaper Hands      |                       |

## Сприйняття

### Критика
Фільм отримав негативно-змішані відгуки: Rotten Tomatoes дав оцінку 25% на основі 95 відгуків від критиків (середня оцінка 4,5/10) і 59% від глядачів із середньою оцінкою 3,5/5 (24,941 голос). Загалом на сайті фільм має негативний рейтинг, він отримав «гнилий помідор» від кінокритиків і «розсипаний попкорн» від глядачів, Internet Movie Database — 6,8/10 (5 298 голосів), Metacritic — 35/100 (30 відгуків критиків) і 6,5/10 від глядачів (24 голоси). Загалом на цьому ресурсі від критиків фільм отримав негативні відгуки, а від глядачів — позитивні.

### Касові збори
У США дебют відбувся 25 грудня 2013 року й протягом першого тижня фільм був показаний у 2838 кінотеатрах і зібрав 7021993 $, що на той час дозволило йому зайняти 11 місце серед усіх прем'єр. Станом на 16 січня 2014 року показ фільму тривав 23 дні (3,3 тижня) і за цей час фільм зібрав у прокаті у США 28904104  доларів США при бюджеті 40 млн $.

### Нагороди і номінації[8]
| Рік  | Нагорода                     | Категорія  | Номінант   | Результат |
| ---- | ---------------------------- | ---------- | ---------- | --------- |
| 2014 | Acapulco Black Film Festival | Актор року | Кевін Гарт | Номінація |

### Виноски
1. 1 2  Гранд реванш. Kino-teatr.ua. Архів оригіналу за 18 січня 2014. Процитовано 19 січня 2014.
2. 1 2  Grudge Match (англ.). Box Office Mojo. Архів оригіналу за 21 січня 2014. Процитовано 19 січня 2014.
3. 1 2  Grudge Match (англ.). The Numbers. Архів оригіналу за 3 лютого 2014. Процитовано 19 січня 2014.
4. ↑  Grudge Match: Release Info (англ.). Internet Movie Database. Архів оригіналу за 11 січня 2014. Процитовано 19 січня 2014.
5. ↑  Grudge Match (англ.). Rotten Tomatoes. Архів оригіналу за 18 січня 2014. Процитовано 19 січня 2014.
6. ↑  Grudge Match (англ.). Internet Movie Database. Архів оригіналу за 19 січня 2014. Процитовано 19 січня 2014.
7. ↑  Grudge Match (англ.). Metacritic. Архів оригіналу за 22 січня 2014. Процитовано 19 січня 2014.
8. ↑  Grudge Match: Awards (англ.). Internet Movie Database. Архів оригіналу за 11 грудня 2016. Процитовано 19 січня 2014.